# Saint-Vaast-lès-Mello
Saint-Vaast-lès-Mello è un comune francese di 1 131 abitanti situato nel dipartimento dell'Oise della regione dell'Alta Francia.

## Società

### Evoluzione demografica
Abitanti censiti